# Motecuhzoma I

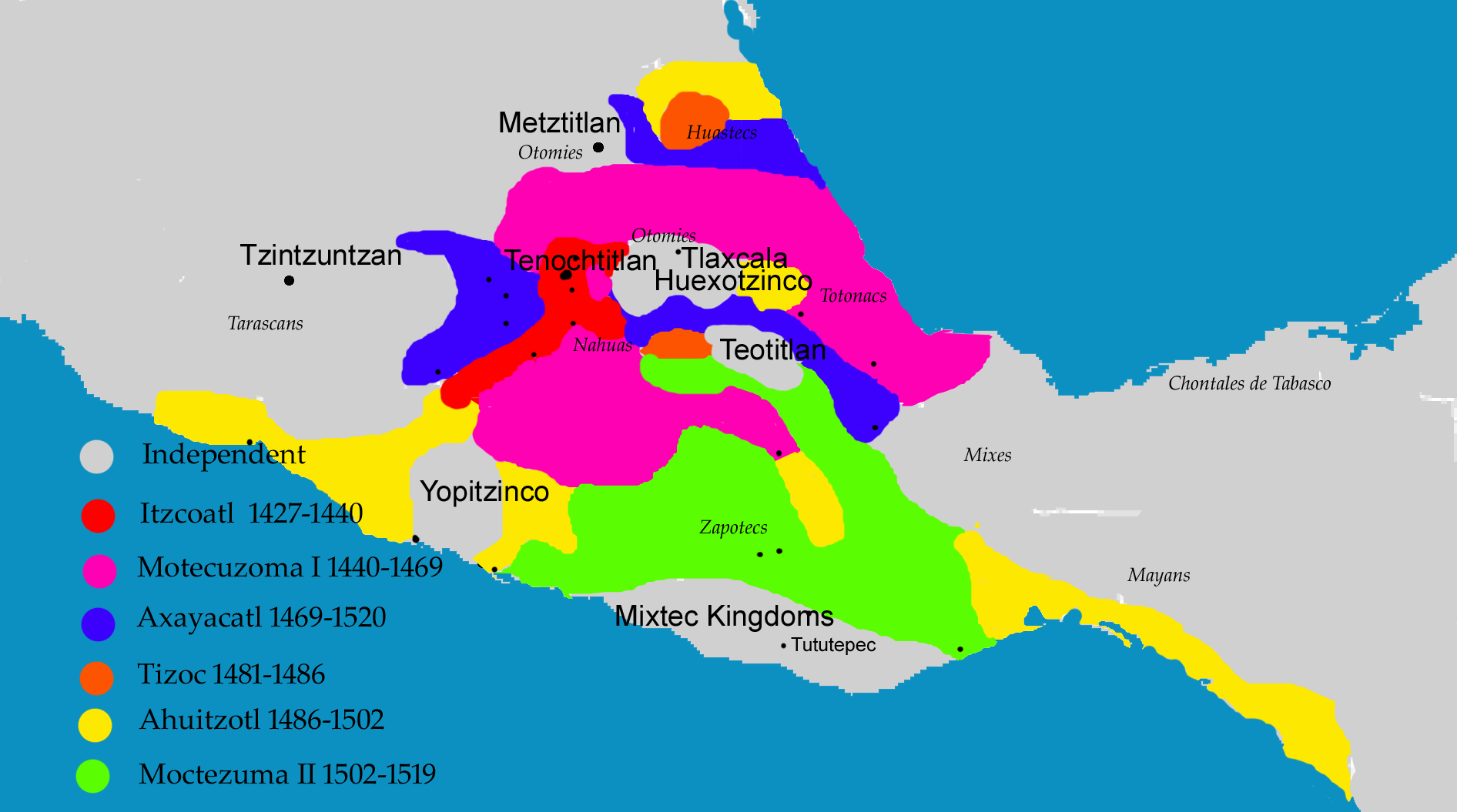
Kaart van de uitbreiding van het Azteekse rijk door de eeuwen heen.

Motecuhzoma I (zie voor andere spellingswijzen hieronder) was van 1440-1469 de hueyi tlahtoani, de leider van de Azteken.

## De naam
Montezuma is een oudere Engelse spelling van de naam, terwijl Moctezuma gewoonlijk wordt gebruikt in het Spaans. Motecuhzoma of Motecuzoma is de oorspronkelijke naam in het Nahuatl, uit te spreken als mo-tek-w-zo-ma, wat "hij die zichzelf heerser maakt door zijn woede" betekent. Het stamt af van mo, derde persoon bezittend, tecuhtli, heer, en zoma, "boze" of "met gefronst gezicht". Het gebruik van een regeringsnummer is alleen bedoeld als modern onderscheid van de "andere" Moctezuma, naar wie wordt verwezen met Motecuhzoma II. Nog een manier om hen te onderscheiden, naast het gebruik van Romeinse cijfers, is dat Moctezuma I Motecuhzoma Ilhuicamina werd genoemd in het Nahuatl en Moctezuma II Motecuhzoma Xocoyotzin. De eerste van deze benamingen betekent "eenzame die een pijl in de hemel schiet"; Xocoyotzin betekent "de geëerde jonge", uit te spreken als tsjo-ko-jot-zin (waar Xocoyotl eenvoudigweg "de jonge" of "junior" zou betekenen).

## Daden
Hij vormde het Drievoudig Verbond met Texcoco en Tlacopan en breidde het Azteekse rijk uit van de Atlantische kust tot die aan de Grote Oceaan. Hij versloeg onder anderen de Huaxteken en Totonaken. Onder Moctezuma's regering liet de hogepriester Tlacaellel de Azteekse geschiedenis grotendeels herschrijven. Samen met Nezahualcoyotl van Texcoco liet hij een aquaduct aanleggen dat de hoofdstad Tenochtitlan van water zou voorzien. Moctezuma I werd opgevolgd door Axayacatl.